# Örjan Berner

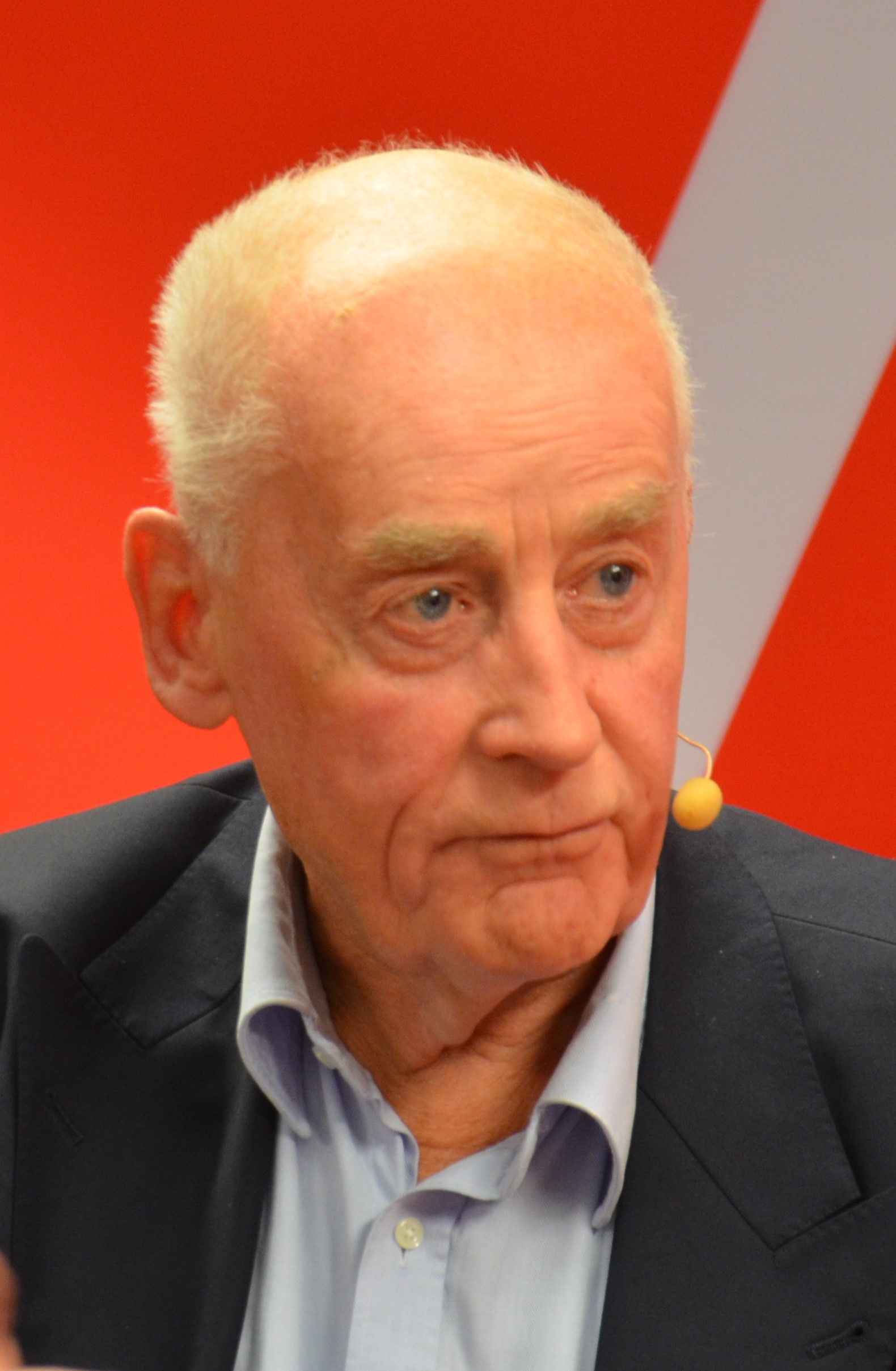
Örjan Berner intervjuas på Bokmässan i Göteborg 2014.

Carl Otto Örjan Berner, född den 15 november 1937, är en svensk diplomat, som bland annat var ambassadör i Moskva under östblockets fall.

## Biografi
Efter studier vid Lunds universitet började Örjan Berner vid utrikesdepartementet 1960. Han hade uppdrag för Sverige vid FN:s högkvarter i New York, innan han efter att ha varit med att bilda SIPRI var vid Sveriges ambassad i Peking. Under början av 1970-talet var han ambassadråd i Moskva. Åren 1974-78 var han chef för UD:s FN-avdelning och 1984-87 ambassadör i Warszawa och därefter i New Delhi 1987-89 och i Moskva 1989-94 (sidoackrediterad i Minsk 1992-94 och i Tbilisi 1992-94). Därefter var han ambassadör i Bonn 1994-96 och i Paris 1996–2001. Örjan Berner har varit styrelseordförande i Vostok Oil Ltd, Transparency International Sverige, CCM, senior rådgivare Vattenfall, advisor i East Capital, medlem av styrelserna i Central Asia Gold m.fl. och generalsekreterare för Svenskar i världen 2005-2008. 
Som byråchef på UD företog han tillsammans med Bo J Theutenberg evakuering av 800 semestrande svenskar från Famagusta vid Cypernkrisen i juli 1974, under stor tidspress.